# فورغاشور
فورغاشور (بالروسية: Воргашор) هي مدينة في جمهورية كومي في روسيا.